# Indranee Rajá
Indranee Thurai Rajá, más conocida simplemente como Indranee Rajá (en tamil: இந்திராணி ராஜா, romanizado: Intirāṇi Rājā; Colonia de Singapur, 12 de abril de 1963), con su apellido referido comúnmente en alfabeto latino con la transliteración al inglés Rajah (en tamil: ராஜா), es una política singapurense que se ha desempeñado como ministra de la Oficina del Primer Ministro y como presidenta del Parlamento de Singapur.

## Biografía
Indranee Rajá nació el 12 de abril de 1963 en los últimos meses de la colonia inglesa de Singapur, que pasó a unirse a la Federación Malaya el 16 de septiembre del mismo año y se separó de Malasia en 1965.
Estudió en las escuelas de Primaria y Secundaria del Convento de Marymount y en la Institución Raffles antes de graduarse en la Universidad Nacional de Singapur como bachiller de leyes con honores en 1986.

### Carrera profesional
Desde finales de la década de 1980 hasta comienzos de la década de 2000, se dedicó a la abogacía en activo, estando en reconocidas firmas de abogados y especializándose en disputas fronterizas a tal punto que fue nombrada consejera sénior por el presidente del Tribunal Supremo de Singapur, Yong Pung How.

### Carrera política
Indranee entró a militar en el Partido de Acción Popular, por el que se convirtió en viceportavoz del Parlamento de Singapur de 2006 a 2011. El 31 de julio de 2012 asumió las funciones del Ministerio del Estado para la Ley y del Ministerio de Estado para la Educación, cargos que fueron oficialmente nombrados para ella el 1 de noviembre de 2012.
El 1 de octubre de 2015, Indranee Rajá cesó su cargo del Ministerio de Estado para la Educación a fin de aceptar el cargo del Ministerio de Estado para las Finanzas.
El 9 de marzo de 2018 Indranee Rajá estuvo metida en una pequeña controversia pública tras criticar a través de la red social Facebook a la diputada del Partido de los Trabajadores, Sylvia Lim, que había expresado malestar por un supuesto plan gubernamental para aumentar el GST (Goods and Services Tax, en español: «Impuesto de Bienes y Servicios»), por lo que fue obligada a publicar una carta de disculpa. Tras la carta, muchos internautas afearon a Rajá y otros miembros del PAP por presionar a rivales políticos.
El 1 de mayo de 2018 Indranee Rajá fue nombrada ministra de la Oficina del Primer Ministro, viceministra de Finanzas y viceministra de Educación.
El 20 de agosto de 2020, Rajá fue nombrada Presidenta del Parlamento de la XIV legislatura de Singapur.